# Schizocosa uetzi
Schizocosa uetzi är en spindelart som beskrevs av Helen Margaret Stratton 1997. Schizocosa uetzi ingår i släktet Schizocosa och familjen vargspindlar. Inga underarter finns listade i Catalogue of Life.